# Gaulthérie shallon
Gaultheria shallon
Espèce
Classification phylogénétique
 Gaultheria shallon, la gaulthérie shallon ou palommier (« salal » pour les anglosaxons), est une espèce de plante à fleurs de la famille Ericaceae et du genre des gaulthéries, indigène de la côte ouest de l'Amérique du Nord.

## Description
Gaultheria shallon mesure de 20 cm à 5 m de hauteur, avec un port bien dressé. Ses feuilles sont denses et dures, de forme ovoïde. Elles sont vert brillant foncé sur la face supérieure et vert plus pâle sur la face inférieure. Les feuilles, d'une longueur de 5 à 10 cm, présentent une marge finement dentelée. L'inflorescence consiste en une unique grappe de bractées, avec cinq à 15 fleurs aux extrémités des branches. Chaque fleur est composée d'un calice profondément divisé en cinq parties et d'une corolle en forme de clochette rose à blanche, glanduleuse à velue, à cinq lobes, de 7 à 10 mm de long. Le fruit rougeâtre à bleu, à la surface rugueuse, poilu, presque sphérique, a un diamètre de 6 à 10 mm.

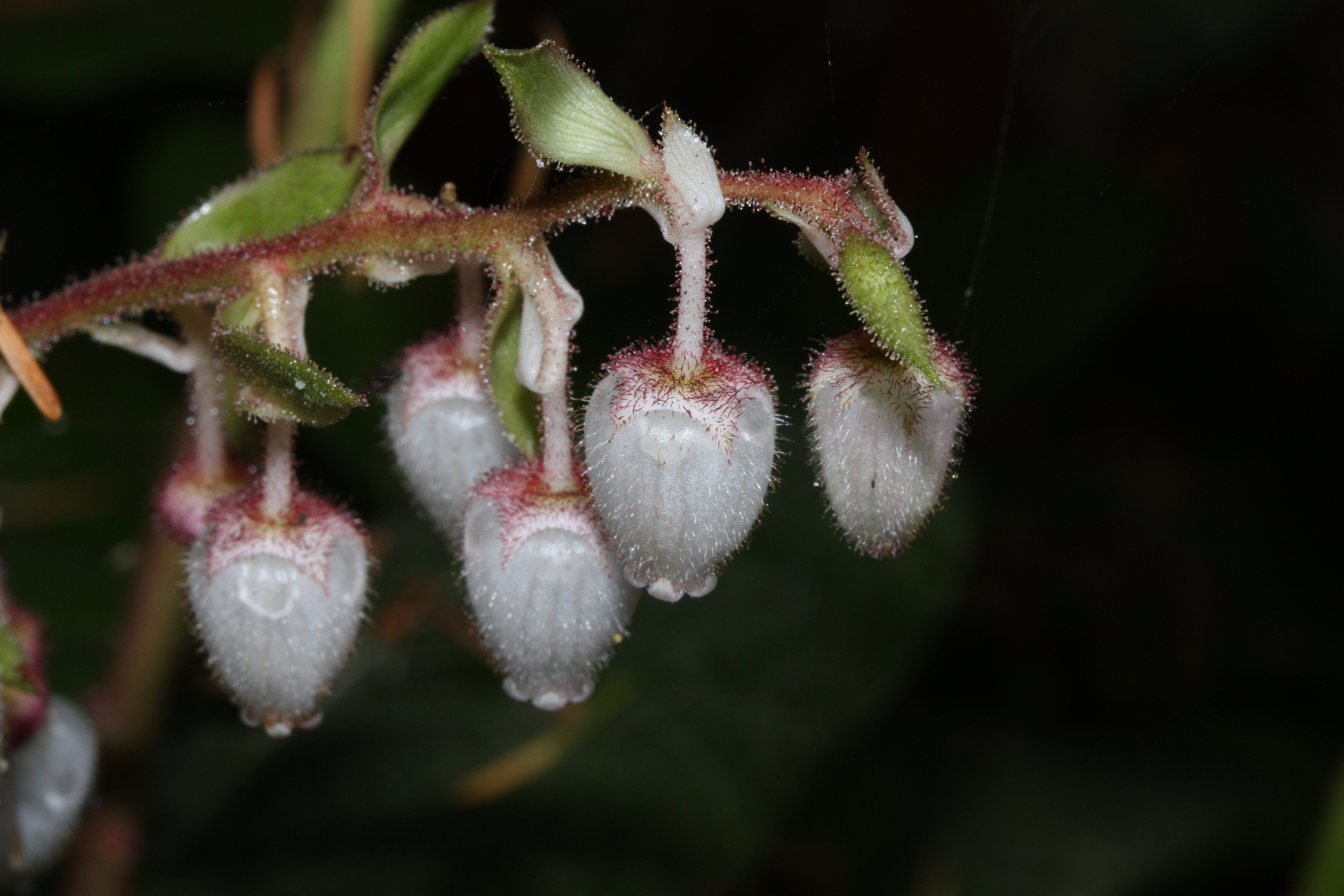
Détail des fleurs.
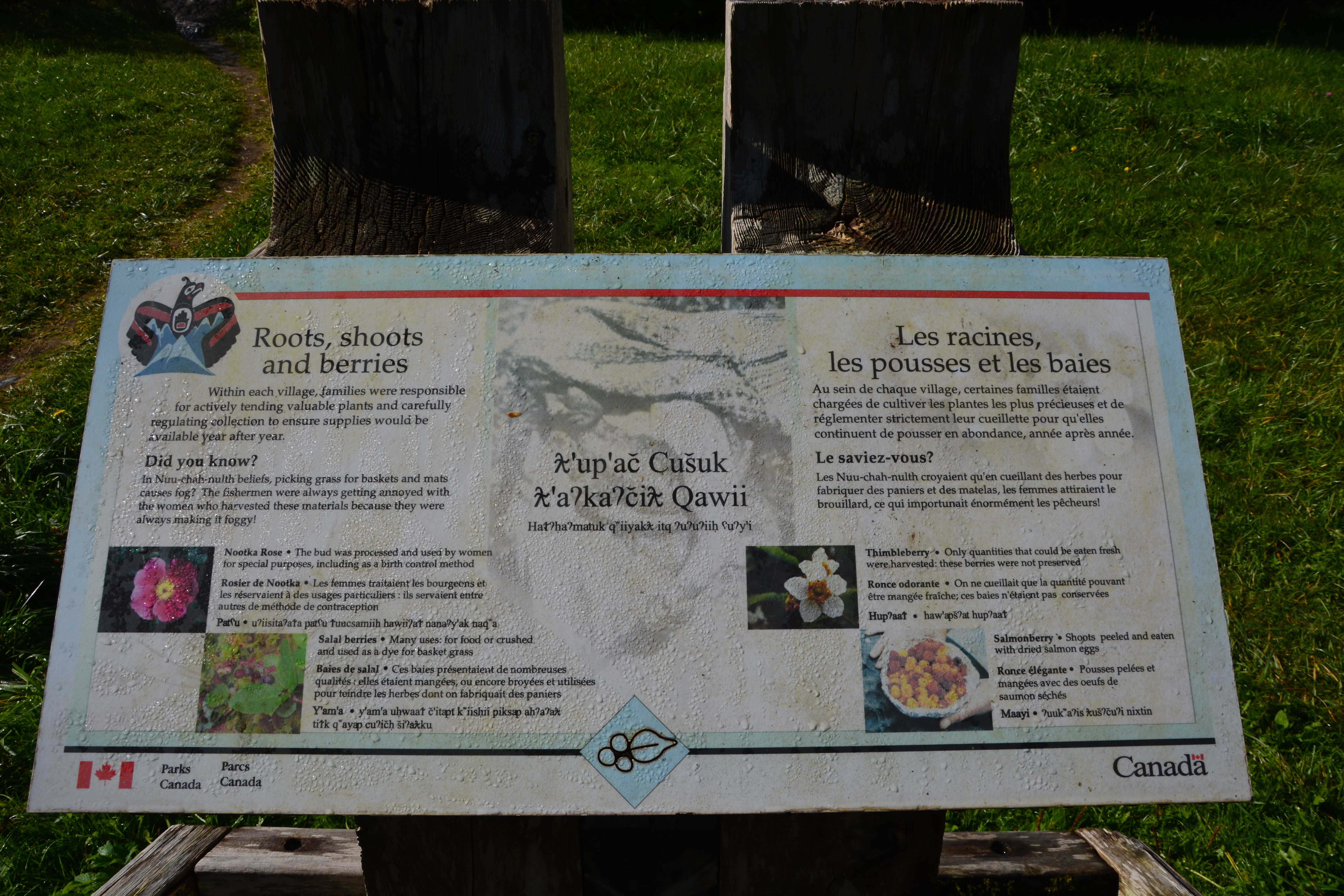
Panneau d'information sur les plantes utilisées par la première nation Nuu-chah-nulth dans la Réserve de parc national Pacific Rim.
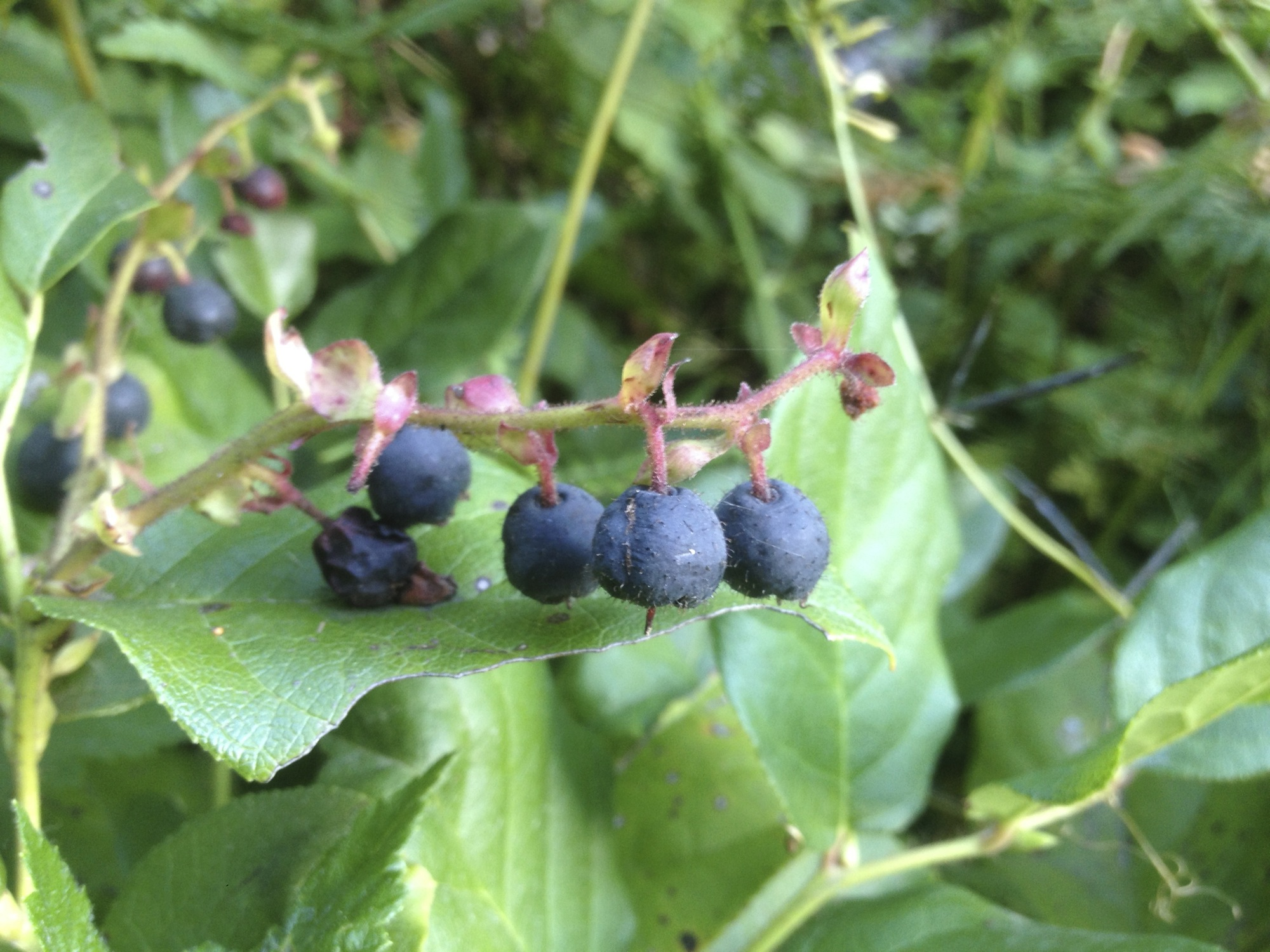
Baies mûres de Gaultheria shallon.
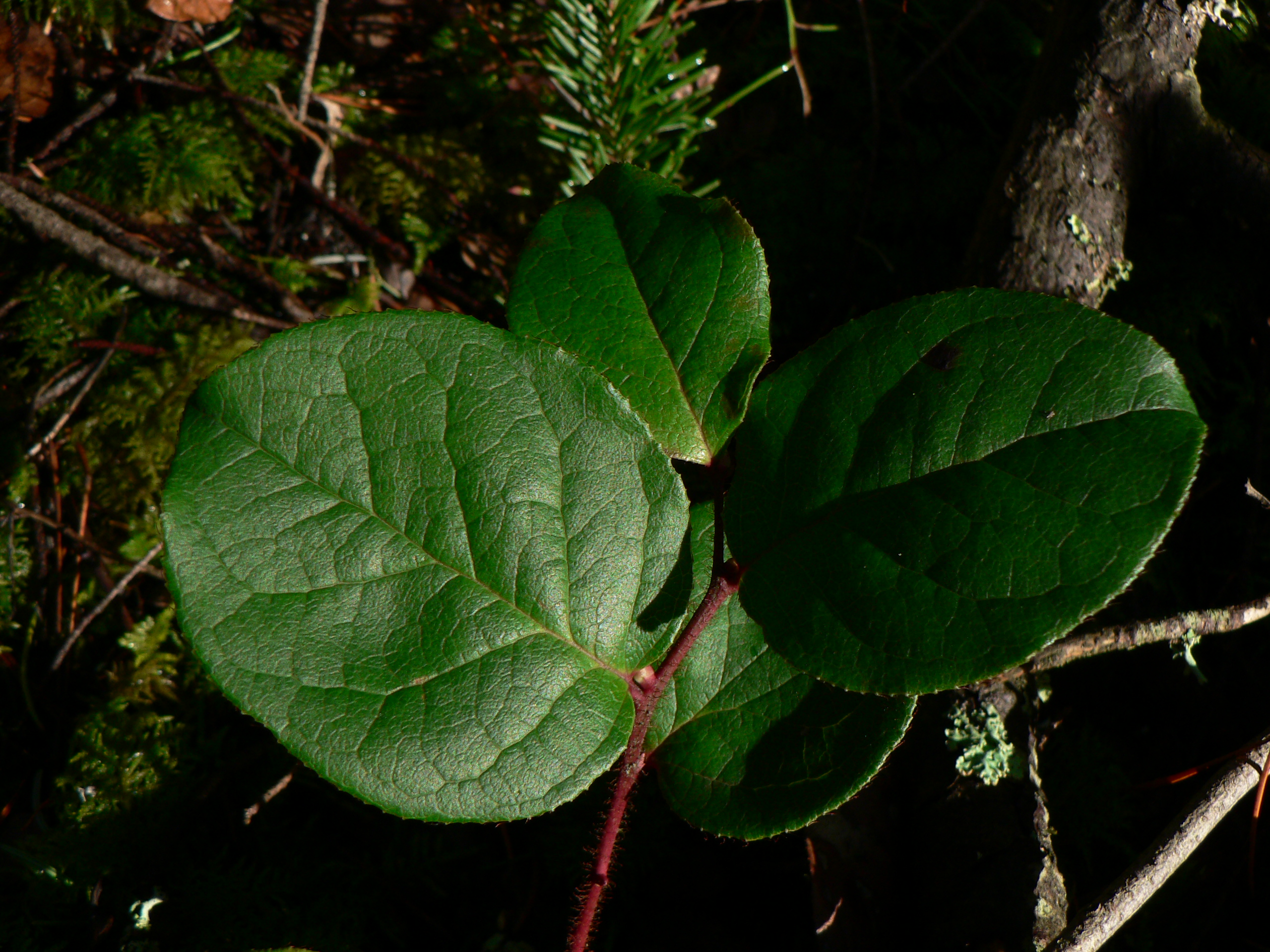
Feuilles.

## Écologie
Gaultheria shallon tolère les conditions ensoleillées et ombragées aux altitudes faibles à modérées. C'est une espèce de sous-étage de la forêt de conifères et peut dominer de vastes zones avec ses rhizomes. Dans les zones côtières, elle peut former des fourrés denses, presque impénétrables. Elle pousse loin au nord jusque sur l'île Baranof, en Alaska. L'espèce Toxicodendron diversilobum est souvent associée à la présence de G. shallon dans les chaînes côtières californiennes.

## Utilisations

### Usage horticole
C'est l'une des espèces de gaulthérie utilisées comme arbuste ornemental.

#### Europe
Gaultheria shallon a été introduit en Grande-Bretagne en 1828 par David Douglas, qui avait prévu que la plante soit utilisée comme plante ornementale. Il était recommandé comme couverture pour les faisans sur des domaines de tir, en raison de ses fruits, apparemment appréciés de ces oiseaux. Elle colonise facilement les habitats de landes et de terres boisées acides dans le sud de l'Angleterre, formant souvent de hauts et denses peuplements à feuillage persistant qui étouffent les autres végétaux. Bien que les gestionnaires des landes la considèrent généralement comme une mauvaise herbe posant problème sur des terres non aménagées, les bovins la parcourent facilement (surtout en hiver). Ainsi, là où la gestion des pâturages traditionnels a été restaurée, les peuplements denses sont brisés et la plante s'intègre à la végétation des landes.

#### Canada
Elle est depuis des milliers d’années utilisée par les peuples des premières nations pour ses nombreuses qualités. L'usage le plus répandu au Canada depuis le XXe siècle est d'utiliser Gaultheria shallon comme source de verdure pour les fleuristes, et plus récemment comme couverture végétale pour l’aménagement paysager.

### Usage culinaire
Les baies de salal présentent de nombreux usages pour les Nuu-chah-nulth et étaient consommées.

### Usage en vannerie
Les baies de salal étaient utilisées par les Nuu-chah-nulth broyées, afin de teinter les herbes servant à la confection de paniers.

### Usages médicaux
Les feuilles de G. shallon ont un effet astringent, efficace contre les inflammations et les crampes. En infusion ou en teinture, elles réduiraient les inflammations internes comme l'inflammation de la vessie et des sinus, les ulcères de l'estomac et du duodénum, le pyrosis, les indigestions, la diarrhée, la fièvre légère, la gorge irritée et les crampes menstruelles. En cataplasme, elles peuvent aussi être utilisées pour soulager les piqûres et les morsures d'insectes.

## Référence bibliographique
- de Bohan C., 2005 : « Cerfs et biodiversité [études menées sur le cerf à queue noire dans les îles de la Reine-Charlotte] », Forêts de France (revue de la Fédération nationale des syndicats de propriétaires forestiers sylviculteurs), no 486, septembre 2005, p. 35-37